# Lusinde
Lusinde é uma povoação portuguesa sede da Freguesia de Lusinde do Município de Penalva do Castelo, freguesia com 2,04 km² de área e 190 habitantes (censo de 2021), tendo, por isso, uma densidade populacional de 93,1 hab./km².
A freguesia é constituída por três povoações: Lusinde, Arvoredo e Lusindinho.
Tem como tradições: o Cantar das Janeiras e dos Reis, a Festa de Santo António e o Balão e as Fogueiras de Natal e Ano Novo. Lusinde é centro tradicional de fogo de artifício.

## Demografia
A população registada nos censos foi:
| Distribuição da População por Grupos Etários | Distribuição da População por Grupos Etários | Distribuição da População por Grupos Etários | Distribuição da População por Grupos Etários | Distribuição da População por Grupos Etários |
| -------------------------------------------- | -------------------------------------------- | -------------------------------------------- | -------------------------------------------- | -------------------------------------------- |
| Ano                                          | 0-14 Anos                                    | 15-24 Anos                                   | 25-64 Anos                                   | > 65 Anos                                    |
| 2001                                         | 34                                           | 31                                           | 129                                          | 53                                           |
| 2011                                         | 20                                           | 13                                           | 91                                           | 65                                           |
| 2021                                         | 17                                           | 15                                           | 79                                           | 79                                           |

## Património
- Igreja de Nossa Senhora da Assunção (Arvoredo)
- Capela de Santo António (Lusinde)